# Revista depredadora
Una revista depredadora es una publicación académica con un modelo de negocios explotador que implica cobrar a los autores cargos por procesamiento de artículos sin comprobar la calidad y la legitimidad de los textos y sin proporcionar los servicios editoriales y de publicación que las revistas académicas legítimas proporcionan, sean o no de acceso abierto. Se consideran como depredadoras porque los académicos son engañados para que publiquen en ellas, aunque algunos autores pueden ser conscientes de que la revista es de poca calidad o incluso fraudulenta. Especialmente los académicos con poca experiencia de países en desarrollo suelen estar en riesgo de ser engañados por editoriales depredadoras.  Según un estudio, 60% de los artículos publicados en revistas depredadoras no reciben ninguna cita durante el periodo de cinco años después de su publicación.
La lista de Beall, un reporte que era regularmente actualizado por Jeffrey Beall de la Universidad de Colorado hasta enero de 2017, estableció criterios para identificar una publicación como depredadora. Beall quitó su lista de Internet en enero de 2017. La editorial Frontiers hizo una demanda para que se abriera un caso de mala conducta contra Beall, el cual fue lanzado por su universidad y después se cerró sin hallazgos. Esta puede ser una de las razones por las que Beall quitó su lista de Internet, pero no ha compartido públicamente sus motivos. Después del cierre de la lista, han aparecido otras iniciativas para identificar a revistas depredadoras, pero algunas han sido iniciativas de paga, y también otras listas se han creado (algunas basadas en la lista original de Beall).
En el artículo Journal Evaluation Tool publicado en LMU Librarian se halla una tabla que contiene una rúbrica de evaluación para detectar las revistas depredadoras.

## Historia
En marzo de 2008, Gunther Eysenbach, editor de una de las primeras revistas en acceso abierto, alertó sobre lo que llamó "la oveja negra entre las editoriales y revistas de acceso abierto" y mencionó en su blog a las editoriales y revistas que recurrían al spam excesivo para atraer a autores y editores, criticando en particular a Bentham, Dove Medical Press y Libertas Academica. En julio de 2008 la serie de entrevistas de Richard Poynder llamó la atención sobre las prácticas de las nuevas editoriales que estaban "más capacitadas para aprovechar las oportunidades del nuevo entorno". En 2009 continuaron surgiendo dudas sobre la honestidad y las estafas en un subconjunto de revistas de acceso abierto. Las preocupaciones por las prácticas de spam de estas revistas llevaron a los principales editores de acceso abierto a crear la Asociación de Publicaciones Académicas de Acceso Abierto en 2008. En otro precedente temprano, el blog Improbable Research descubrió en 2009 que las revistas de la editorial Scientific Research Publishing duplicaban artículos ya publicados en otros lugares; el caso se informó posteriormente en Nature. En 2010, el estudiante de posgrado de la Universidad de Cornell, Phil Davis (editor del blog Scholarly Kitchen ) envió un manuscrito que consistía en disparates generados por computadora (usando SCIgen), el cual fue aceptado por una tarifa (pero retirado por el autor). Se ha informado que las revistas depredadoras se quedan con los textos enviados, se niegan a permitir que se retiren y, por lo tanto, impiden su publicación en otra revista científica.

## Características
Las quejas asociadas con la publicación depredadora en acceso abierto incluyen:
- Aceptar artículos rápidamente con poca o ninguna revisión por pares, incluyendo artículos sin sentido.[22][19][23][24]
- Notificar a los académicos de cargos por procesamiento de artículos solo después de que han sido aceptados.
- Hacer campañas agresivas para que los académicos envíen artículos o formen parte de los comités editoriales.[25]
- Listar académicos como miembros de comités editoriales sin su permiso y no dejarles renunciar a estos comités.[8][26][27]
- Nombrar falsos académicos en sus comités editoriales.[28]
- Imitar el nombre o el estilo del sitio web de revistas más establecidas.
- Hacer afirmaciones engañosas sobre las operaciones de publicación, como indicar una ubicación falsa
- Utilizar ISSNs de forma incorrecta.
- Indicar un factor de impacto falso[29][30] o inexistente.
- Presumir estar indizados por redes sociales académicas (como ResearchGate) e identificadores estándar (como ISSN y DOI) como si fueran bases de datos bibliográficas prestigiosas o de buena reputación.[31]